# Izaki Maszahiro

Izaki Maszahiro (fotó: Daí Tsukamoto)

Izaki Maszahiro (井崎 正浩; gyakran angol átírásban: Masahiro Izaki vagy Izaki Masahiro) (Fukuoka, 1960. május 28. –) japán karmester, aki jelentős nemzetközi karriert épített ki Európában és Ázsiában. Különösen aktív Magyarországon, ahol 2007 óta a Szolnoki Szimfonikus Zenekar zenei igazgatója és Szolnok város zenei főigazgatója. Japánban is elismert zenekarokkal dolgozott, és fontos szerepet játszik a japán–magyar kulturális kapcsolatok előmozdításában.

### Tanulmányai és képzései
Fukuokában született, Izaki a Fukuokai Neveléstudományi Egyetemen tanult éneket, zongorát és karmesterséget Takeichiro Yasunaga professzornál. Állami ösztöndíjjal a Bécsi Zene- és Előadóművészeti Egyetemen tanult tovább, ahol Karl Österreicher, Gunther Theuring és Yuji Yuasa irányítása alatt képezte magát karmesterként, zeneszerzőként és karvezetőként. 1988 és 1990 között a Tokiói Gakugei Egyetemen második diplomát szerzett komponálásból és vezénylésből.

### Karrierje
1995-ben első díjat nyert a Magyar Televízió 8. Nemzetközi Karmesterversenyén Budapesten. Ezt követően meghívást kapott több magyar zenekarhoz, köztük a Magyar Állami Operaházhoz, a Budapesti Operettszínházhoz, a Nemzeti Filharmonikusokhoz, valamint a Pécsi, Szegedi, Debreceni és Győri Szimfonikus Zenekarokhoz. 1998-ban a szombathelyi Savaria Szimfonikus Zenekar művészeti vezető karmestere lett. 2007-től a Szolnoki Szimfonikus Zenekar zenei igazgatója, majd 2007-ben Szolnok város zenei főigazgatójának nevezték ki.
Nemzetközi karrierje során Izaki vezényelt többek között Németországban, Svájcban, Olaszországban, Spanyolországban, Csehországban, Szlovákiában, Szlovéniában, Ausztriában, Dél-Koreában, az Egyesült Államokban és Ausztráliában. 2012-ben ő nyitotta meg a Moszkvai Viva Cello Fesztivált a Orosz Nemzeti Zenekarral, majd 2013-ban bemutatkozott a Berlini Szimfonikusok élén.

## Díjai és elismerései
2000-ben elnyerte a budapesti Rilla-díjat. 2015-ben a japán–magyar kulturális kapcsolatok előmozdításáért a Magyar Arany Érdemkereszttel tüntették ki, ugyanebben az évben Szolnok város Kaposvári Gyula-díjjal ismerte el művészi tevékenységét.
2020-ban a Japán Külügyminisztérium külügyminiszteri dicséretben（外務大臣表彰）, 2022-ben pedig elnyerte a Jász–Nagykun–Szolnok Vármegye Príma-díját, amelyet a megyében kiemelkedő kulturális, művészeti tevékenységet végző személyek kapnak.

## Fesztiválok és rendezvények
2007 óta a Szolnoki Szimfonikus Zenekar zenei igazgatójaként Izaki jelentős közösségi eseményeket szervezett. Minden nyáron a Tisza folyó partján megrendezett szabadtéri fesztivál nagy népszerűségnek örvendett, míg télen a városi sportcsarnokban tartott Újévi tánckoncert rendszeresen telt házat vonzott.

### Stílusa és zenei filozófiája
Izaki Maszahiro a klasszikus zenei hagyományok tiszteletét ötvözi a különböző nemzeti karakterek iránti érzékenységgel. Karmesterként célja, hogy a zenekari hangzást a zeneszerző eredeti szándékához hűen, ugyanakkor korszerű és közvetlen módon szólaltassa meg. Híres arról, hogy próbarendszere mindig hatékony, mégis emberközpontú

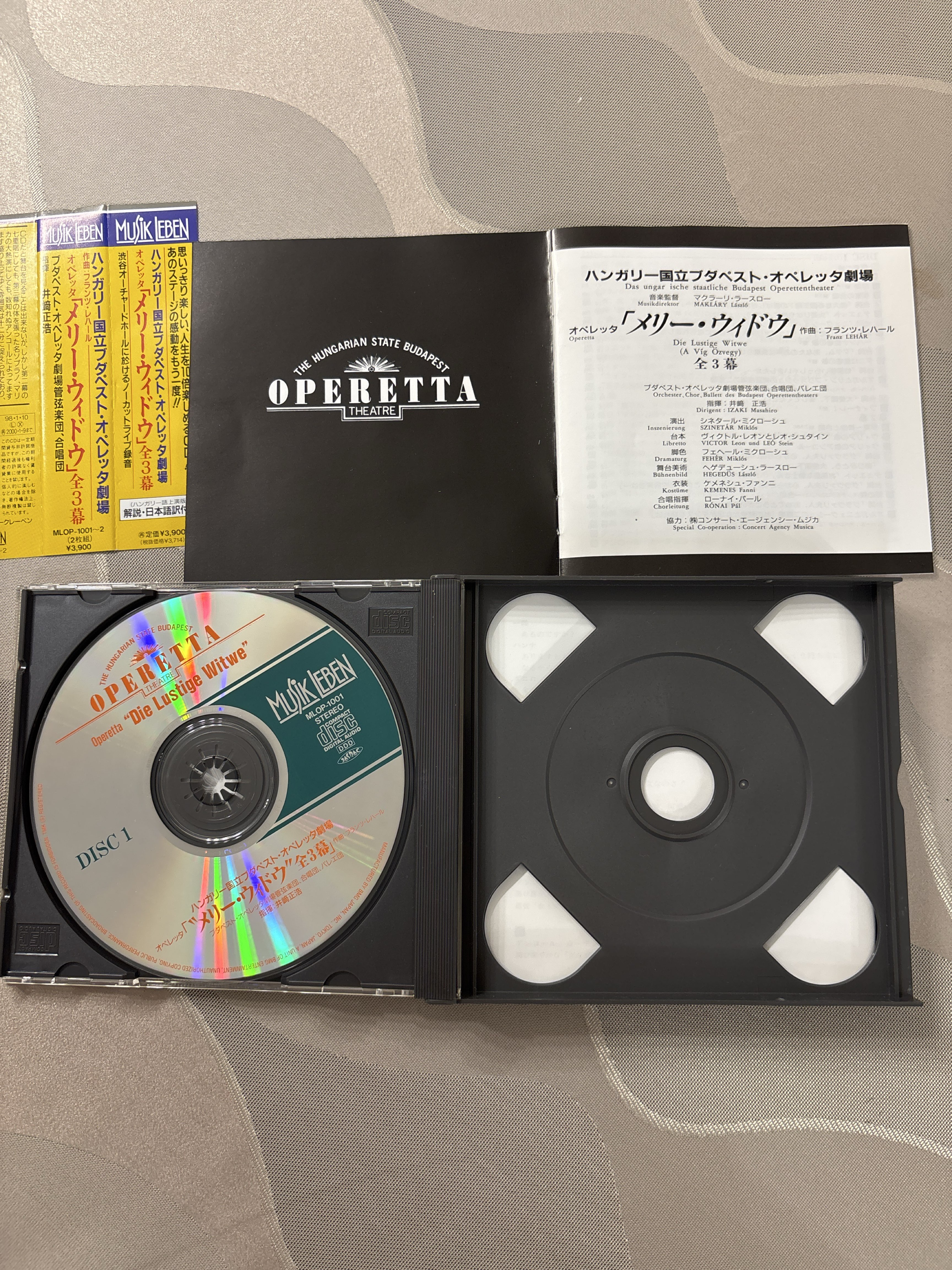
Cover and booklet of the 1997 Japanese release of "Die Lustige Witwe", conducted by Masahiro Izaki

.

## Felvételek
- Franz Lehár: A víg özvegy – A Magyar Állami Operettszínház előadása (Budapest), karmester: Izaki Masahiro. Élő színpadi felvétel, 1997 júniusában rögzítve. Kiadó: Musikleben (Japán), terjesztő: BMG JAPAN. 2 CD .[28]